# Омич, Эрвин
Э́рвин О́мич (нем. Ervin Omić; род. 20 января 2003, Рид-им-Иннкрайс, Австрия) — австрийский футболист, полузащитник клуба «Вольфсберг».

## Карьера
Играл в молодёжных командах «Рида» и «Зальцбурга». В январе 2019 года стал игроком молодёжной команды «Ювентуса». За дубль туринского клуба сыграл в Серии C в матче с «Лекко». В июле 2022 года перешёл в «Вольфсберг». Дебютировал за австрийскую команду 9 августа 2022 года в квалификации Лиги Конференций УЕФА в игре с «Гзира Юнайтед». В австрийской Бундеслиге сыграл 28 августа в матче против «Тироля».